# Монолози за вагината
„Монолози за вагината“ (на английски: The Vagina Monologues) e театрална пиеса във вид основно на монолог, написана от американката Ева Енслър.
Пиесата придобива популярност и е преведена на 45 езика, като е играна в 119 страни, вкл. в Театър 199 в София.
По пиесата е сниман филм от HBO, където монолозите играе Ева Енслър и участват други жени, които са интервюирани.